# Daniel Alejandro López
Daniel Alejandro López Cassaccia (* 3. Juli 1989 in Asunción) ist ein ehemaliger paraguayischer Tennisspieler. 2007 gewann er bei den Junioren das Doppel von Wimbledon.

## Karriere
López spielte bis 2007 auf der ITF Junior Tour. In der Jugend-Rangliste erreichte er mit Rang 16 seine höchste Notierung. Sein erster Erfolg war der Einzug ins Viertelfinale des Orange Bowls 2005. Bei den Grand-Slam-Turnieren, die wie der Orange Bowl zur Grade A gehörten, kam er nie weiter als in das Achtelfinale des Einzels. Im Doppel schaffte er 2006 den Einzug ins Halbfinale der US Open. Sein größter Erfolg als Junior war mit Matteo Trevisan der Titelgewinn 2007 in Wimbledon. Sie schlugen im Finale Roman Jebavý und Martin Kližan.
Im Jahr 2004 gab López mit 14 Jahren sein Debüt für die paraguayische Davis-Cup-Mannschaft. Bis 2012 spielte er in sieben Begegnungen und gewann 6 der 14 Matches. Ab 2006 spielte er hauptsächlich Turniere der ITF Future Tour. In diesem Jahr war er das erste Mal in der Tennisweltrangliste platziert, im Folgejahr zog er dort in die Top 1000 ein. Im Einzel zog er bei zwei Futures 2007 ins Halbfinale ein, 2008 stand er die ersten zwei Male im Endspiel. Im Juni 2010 erreichte er nach dem dritten Einzug in ein Future-Finale sein Rekordhoch von Platz 540. Im Doppel gewann López 2009 seinen ersten Future-Titel. Nach vier weiteren Titeln 2010 gewann er 2011 seinen sechsten und letzten Karrieretitel. Im August 2011 sprang er bis auf Position 322 im Doppel. Auf der ATP Challenger Tour gewann er lediglich im Doppel zwei Matches, zuletzt 2010 in Asunción. Sein letztes Turnier spielte López Anfang 2012.